# Consejo Regional Indígena del Cauca
El Consejo Regional Indígena del Cauca (CRIC) es una asociación de autoridades indígenas a la cual pertenece el 90% de los cabildos y comunidades indígenas del departamento del Cauca, Colombia. Fue fundado en Toribío el 24 de febrero de 1971, como una federación de apenas siete cabildos. En la actualidad está constituido por ciento quince cabildos y once asociaciones de cabildos de los pueblos Nasa, Guambiano, Totoroez, Polindara, Guanaco, Kokonuko, Kisgo, Yanacona, Inga y Eperara, agrupados en nueve zonas.
El CRIC fue cofundador de la ONIC, la Organización Nacional Indígena de Colombia.

## Plataforma de lucha
En su segundo congreso, en septiembre de 1971, adoptó un programa de siete puntos:
1. Recuperar las tierras de los resguardos.
2. Ampliar los resguardos.
3. Fortalecer los cabildos indígenas.
4. No pagar terraje.
5. Hacer conocer las leyes sobre indígenas y exigir su justa aplicación.
6. Defender la historia, la lengua y las costumbres indígenas.
7. Formar profesores indígenas.

A estos puntos el CRIC agregó otros tres en congresos posteriores:
8. Fortalecer las empresas económicas y comunitarias.
9. Defender los recursos naturales y ambientales de los territorios indígenas.
10. Fortalecer la Familia.

## Estructura
Forman parte de la organización del CRIC cinco Asociaciones de Cabildos, un Consejo Territorial y un Cabildo Mayor, agrupados en nueve zonas:
- Centro: Asociación de resguardos indígenas “Genaro Sánchez”, integrada por los resguardos de Puracé, Kokonuko, Paletará, Poblazón, Quintana y Alto del Rey.
- Norte: Asociación de Cabildos Indígenas del Norte, ACIN, conformada por los resguardos de Toribío, Jambaló, Tacueyo, San Francisco, Munchique Los Tigres, Canoas, La Paila, Concepción, Las Delicias, Huellas, Corinto y La Cilia.
- Nororiente: Asociación de Cabildos Ukawe’s’ Nasa C’hab, resguardos de Caldono, Pueblo Nuevo, Pioyá, La Laguna, La Aguada San Antonio y Las Mercedes.
- Oriente: Consejo de Autoridades Tradicionales Indígenas del Oriente caucano, COITANDOC, con los resguardos de Quichaya, Quizgó, Pitayó, Jebalá, Ambaló, Tumburao,, Paniquitá, Novirao, Polindará y la María.
- Tierradentro: Dos asociaciones, la Asociación de Cabildos Nasa Cha Cha, en Páez, resguardos de Mosoco, Vitoncó, San José, Lame, Suin, Chinas, Tálaga, Toez, Avirama, Belalcazar, Cohetando, Togoima, Ricaurte y Huila y la Asociación de cabildos Juan Tama, en Inzá, resguardos de Santa Rosa, San Andrés, La Gaitana, Yaquivá, Tumbichucue y Calderas
- Occidente: Asociación de Autoridades Indígenas de la Zona Occidente-ATIZO, Resguardos de Agua Negra, Chimborazo Honduras y cabildo guambiano de San Antonio.
- Sur: Cabildo Mayor Yanacona, Resguardos de El Moral, El Oso, Frontino, Santa Rosa, Caquiona, Guachicono, Pancitará, Río Blanco y San Sebastían.
- Pacífico: Asociación de Cabildos indígenas Eperãarã Siapidaarã del Cauca (ACIESCA), Resguardos de Guangüí y San Miguel de Info. Organización Zona BajaEperãarã Siapidaarã del Cauca (OZBESCA) reúnen 13 Cabildos.[3]
- Reasentamientos Asociación de Cabildos Nasa Uus, que se confoorman de los reguardos de Path. Yu y Chayuce Fxiw en el municipio de Cajibio, Muse Ukwe en el municipio de Morales y El Peñón, perteneciente al Municipio de Sotará.[4]

En la Bota Caucana pertenecen al CRIC los resguardos Yanakona Santa Marta e Inga Mandiyaco en Santa Rosa. Por inconvenientes de tipo geográfico y de recursos, la coordinación es difícil y es necesario fortalecer la unidad también con las comunidades indígenas asentadas en Piamonte.